# Phân loại chi Cáng lò
Chi Cáng lò Betula hiện được công nhận rộng rãi là bao gồm 5 phân chi.

## Danh sách chi Cáng lò
| Phân chi       | Danh pháp             | Tên thông dụng | Người phân loại            | Hình ảnh | Ghi chú |
| -------------- | --------------------- | -------------- | -------------------------- | -------- | ------- |
| Không phân chi | Betula alajica        |                | D. I. Litvinov             |          |         |
| Betula         | Betula celtiberica    |                |                            |          |         |
| Betula         | Betula cordifolia     |                |                            |          |         |
| Betula         | Betula kenaica        |                | A. Henry                   |          |         |
| Betula         | Betula mandschurica   |                |                            |          |         |
| Betula         | Betula neoalaskana    |                | C. S. Sargent              |          |         |
| Betula         | Betula occidentalis   |                | W. J. Hooker               |          |         |
| Betula         | Betula papyrifera     |                | H. Marshall                |          |         |
| Betula         | Betula pendula        |                | A. W. Roth                 |          |         |
| Betula         | Betula platyphylla    |                | V. N. Sukachiov            |          |         |
| Betula         | Betula populifolia    |                | H. Marshall                |          |         |
| Betula         | Betula pubescens      |                | J. F. Ehrhart              |          |         |
| Betula         | Betula szaferi        |                | J. Jent.-Szaf. & J. Stasz. |          |         |
| Betula         | Betula × caerulea     |                | W. H. Blanchard            |          |         |
| Betulaster     | Betula alnoides       |                | F. Buch.-Ham. & D. Don     |          |         |
| Betulaster     | Betula maximowicziana |                | E. A. von Regel            |          |         |
| Betulenta      |                       |                |                            |          |         |
| Chamaebetula   |                       |                |                            |          |         |
| Neurobetula    |                       |                |                            |          |         |